# Elektronische Identität (Schweiz)
Der Begriff elektronische Identität (synonym digitale Identität) wurde und wird in unterschiedlichem Zusammenhang mit unterschiedlicher Bedeutung verwendet.
Digitale oder Elektronische Identität ist nach klassischer Definition jede Form von technisch abgebildeten Daten, die zu einer Person gehören. Digitalisierung des öffentlichen Raumes erfordert Vertrauen in die Identitäten der beteiligten Personen, Organisationen, Dienste oder Objekte, ohne dass diese sich physisch begegnen. Digitale Identitäten bilden einen Vertrauensanker zur Erkennung dieser Entitäten.
Die sichere Identifizierung von Personen soll als digitale/elektronische Identität (E-ID, auch e-ID, eID) in der Schweiz durch einen digitalen/elektronischen Identitätsnachweis erreicht werden.
Ungeachtet der Bezeichnung beziehungsweise deren Varianten sind jeweils folgende Kriterien von Belang:
- Ausstellungsorgan (Selbstdeklaration vs. Ausstellung durch Dritte mit oder ohne Überprüfung der Identität vs. Ausstellung durch den Staat).
- Art und Anzahl der Attribute (Benutzername vs. amtlicher Vorname, Name und weitere Attribute)
- Anwendungszwecke (Identifikation, Login, Signaturen etc.)

Wird eine Identifikationsbestätigung erbracht durch Anmeldung bei einem Identitätsprovider (z. B. mittels Eingabe von Benutzername und Passwort), so wird von einem Login gesprochen.
Auf Bundesebene besteht noch keine Rechtsgrundlage für eine vom Staat herausgegebene elektronische Identität. Das erste E-ID-Gesetz wurde per Referendum verworfen. Zurzeit ist ein zweites E-ID-Gesetz in Arbeit. Allerdings existieren bereits verschiedene andere Spezialgesetze zum elektronischen Geschäftsverkehr. In der Europäischen Union wird der elektronische Geschäftsverkehr – und damit unter anderem die Thematik der E-ID – in der eIDAS geregelt.

## Zweites E-ID-Gesetz
Mit dem zweiten E-ID-Gesetz soll die Grundlage für eine elektronische Identität geschaffen werden, die vom Bund herausgegeben wird. Im Gegensatz zum ersten E-ID-Gesetz, das auf dem Konzept von zentralen Identity Providern beruhte, wird im zweiten E-ID-Gesetz das Konzept der selbst-bestimmten Identität verfolgt.
Im neuen Konzept ist vorgesehen, dass der Bund die dazu erforderliche Vertrauensinfrastruktur entwickelt und betreibt. Die E-ID selbst soll vom Bundesamt für Polizei fedpol herausgegeben werden. Die Vertrauensinfrastruktur soll nicht nur die Herausgabe der E-ID ermöglichen, sondern auch die Herausgabe von anderen elektronischen Nachweisen, wie zum Beispiel den elektronischen Führerausweis.
Am 29. Juni 2022 hat der Bundesrat die Vernehmlassung zum Vorentwurf für ein entsprechendes Bungdesgesetz eröffnet, die Dauer war bis 20. Oktober 2022 vorgesehen. Am 2. Dezember 2022 wurde der Bundesrat über eine erste Analyse der Stellungnahmen informiert. Sie seien überwiegend positiv ausgefallen. Sie wurden vom Eidgenössischen Justiz- und Polizeidepartement vertiefend geprüft und eine Vorlage zum neuen Gesetz sollte bis Sommer 2023 unterbreitet werden.
Der Bundesrat hat am 22. November 2023 unter Berücksichtigung der Rückmeldungen aus der Vernehmlassung eine Botschaft zum neuen Bundesgesetz verabschiedet.
- Die für den Betrieb der E-ID erforderliche Infrastruktur soll auch von kantonalen und kommunalen Behörden sowie von Privaten für die Ausstellung von elektronischen Nachweisen genutzt werden können. Dokumente wie Wohnsitzbestätigungen, Betriebsregisterauszüge, Diplome, Tickets oder Mitgliederausweise sollen künftig auch als digitale Nachweise auf dem Smartphone verwaltet werden können. Damit schafft der Bund die Grundlage für die digitale Transformation der Schweiz.

- Alle Personen, die über eine Schweizer Identitätskarte, einen Schweizer Pass oder einen von der Schweiz ausgestellten Ausländerausweis verfügen, sollen eine E-ID beantragen können. Die E-ID kann nicht nur online beantragt werden, sondern wird auch im Passbüro ausgestellt.

- Die Nutzung der E-ID soll freiwillig und kostenlos sein. Sie kann im Internet (z. B. bei der Bestellung eines Strafregisterauszugs) und in der physischen Welt (z. B. zum Altersnachweis beim Kauf von Alkohol) eingesetzt werden zum Einsatz kommen.

- Sämtliche entsprechende Dienstleistungen des Bundes werden weiterhin analog angeboten.

- Gleichzeitig müssen alle Schweizer Behörden die E-ID als einen gültigen Identitätsnachweis akzeptieren, sofern sie elektronische Identitätsnachweise im Grundsatz zulassen.

- Nutzer sollen grösstmögliche Kontrolle über ihre Daten haben (Self-Sovereign Identity). Der Datenschutz soll erstens durch das System selber (Privacy by Design), zweitens durch die Minimierung der nötigen Datenflüsse (Prinzip der Datensparsamkeit) und drittens durch die ausschliessliche Speicherung der E-ID auf dem Smartphone der Nutzerin oder des Nutzers (dezentrale Datenspeicherung) gewährleistet werden.

- Um dem Prinzip der Datensparsamkeit Nachdruck zu verleihen, soll öffentlich gemacht werden, wenn jemand mehr E-ID-Daten verlangt, als im konkreten Fall notwendig.

Das Gesetz wurde am 20. Dezember 2024 von Stände- und Nationalrat in ihren Schlussabstimmungen verabschiedet (Abstimmungsresultat im Nationalrat: 170 Ja, 25 Nein, 1 Enthaltungen; Abstimmungsresultat im Ständerat: 43 Ja, 1 Nein, 0 Enthaltungen.
Gegen das Gesetz wurde erfolgreich das Referendum ergriffen. Die Abstimmung findet am 28. September 2025 statt.
Der Bundesrat plant, die E-ID ab 2026 anzubieten. Um diesen Zeitplan einzuhalten, wurden Vorarbeiten für den Aufbau der notwendigen Infrastruktur bereits eingeleitet. Insgesamt werden im Zeitraum 2023 bis 2028 für die Entwicklung und den Betrieb der Vertrauensinfrastruktur, die Ausgabe der E-ID und die Pilotprojekte rund 182 Millionen Franken benötigt. Die Betriebskosten ab 2029 werden mit rund 25 Millionen Franken pro Jahr veranschlagt.

## Erstes E-ID-Gesetz (an der Urne 2021 verworfen)
Ab 2013 hatte das Bundesamt für Polizei (Fedpol) ein erstes Konzept für eine rein staatliche E-ID ausgearbeitet und 2015 in eine breite Konsultation geschickt. Der Ansatz einer rein staatlichen Lösung wurde «aufgrund der kritischen Rückmeldungen sowie den Erfahrungen im Ausland» verworfen.
2013 beauftragte das Fedpol ein Team der Berner Fachhochschule (BFH) eine technische Machbarkeitsstudie für einen digitalen Identitätsnachweis mit der ICAO-ePass-Funktion. Unter Leitung von Annett Laube, Professorin der BFH, hat das BFH-Team auch ein eID-Prototyp entwickelt und im Dezember 2013 der Bundesverwaltung präsentiert. Im Rückblick sagte sie gegenüber der Luzerner Zeitung im Februar 2021: «Wir konnten belegen, dass man eine E-ID-Lösung basierend auf einem maschinenlesbaren Pass bauen kann», dafür habe es zwei Schritte gebraucht: die Registrierung und die Authentifizierung. «Das war mit einer Smartphone-Anwendung möglich, die Passdaten auslesen konnte.»
2015–2016 erarbeitete das Fedpol das verwaltungseigene Konzept einer E-ID-Lösung (E-ID stand darin für «elektronische Identifizierungsmittel»), welches die Grundlage für das E-ID-Gesetz bildete, aber von externen Fachleuten kritisiert wird.
Die E-ID soll in drei verschiedenen Sicherheitsniveaus ausgestellt werden, mit folgenden Personifizierungsdaten:
- Sicherheitsniveau niedrig: E-ID-Registrierungsnummer, Name, Vorname, Geburtsdatum
- Sicherheitsniveau substanziell: zusätzlich Geschlecht, Geburtsort, Staatsangehörigkeit
- Sicherheitsniveau hoch: zusätzlich ein Gesichtsbild

Das erste E-ID-Gesetz basierte auf dem Ansatz der Aufgabenteilung zwischen Staat und Privaten. Die Frage «staatliche Aufgabe» versus «Aufgabenteilung zwischen Staat und Privaten» wurde intensiv diskutiert. Diese Diskussionen waren unter anderem von der Auffahssung geprägt, dass eine Ablehnung dieses Konzept zu einer erneuten jahrelangen Verzögerung der Einführung einer E-ID führen würde.
E-Government Schweiz – die Organisation von Bund, Kantonen und Gemeinden, welche die gemeinsamen E-Government-Aktivitäten der drei Staatsebenen steuerte, plante und koordinierte – unterstützte das Strategische Projekt 2016–19 und sollt auch die Weiterführung im Umsetzungsplan 2020–23 begleiten.
Ende 2020/Anfang 2021 kündeten sechs Anbieter an, eine E-ID-Lösung anbieten zu wollen. Einerseits war dies die SwissSign Group AG, eine privatrechtlich organisierte Aktiengesellschaft mit den Aktionären/Partnern SBB, Post Swisscom, Credit Suisse, Raiffeisen, UBS, Zürcher Kantonalbank, der Finanzdienstleisterin SIX, den Versicherern Axa, Baloise, Helvetia, Mobiliar, Swiss Life, Vaudoise Versicherungen und Zurich sowie den Krankenkassen CSS und Swica, die sich als E-ID-Anbieter etablieren wollte.
Die Anforderungen an den Identitätsnachweis sollten im «Bundesgesetz über elektronische Identifizierungsdienste (E-ID-Gesetz)» geregelt werden.
Die Grundlage für das E-ID-Gesetz bildete das 2015–2016 vom Fedpol erarbeitete Konzept einer E-ID-Lösung, als eine Partnerschaft zwischen dem Staat und privaten Dienstleistern für die Ausstellung und Abgabe von elektronischen Identitäten, welches aber externe Fachleute als technisch unausgereift kritisierten. 2016 hatte der Bundesrat entschieden, dass sich der Staat gemäss diesem Konzept auf die Definition der rechtlichen Rahmenbedingungen und die Bereitstellung von Identitätsdaten konzentrieren sollte.
Anfang 2018 erstellten im Auftrag des Bundesamts für Justiz Jan Camenisch (Kryptologe, IBM Research Rüschlikon) und David Basin (ETH Zürich, Gruppe für Informationssicherheit) zwei Berichte, in denen sie sich für eine «datensparsame E-ID-Lösung» aussprachen. Ende 2018 gab der Verein eCH das IAM-Glossar heraus, verfasst von seiner Fachgruppe für Identitätsmanagement (IAM).
Im Dezember 2018 hat die technische Begleitgruppe des Parlaments ihre Arbeit begonnen. Sie sollte auch Diskussionen im Hinblick auf die Machbarkeit technischer Lösungsansätze mit allen führen, die Interesse an Anerkennung als E-ID-Provider bekundet hatten. Das Bundesamt für Justiz entschied sich aber, die technischen Ausführungsbestimmungen «nach bewährter Praxis ausschliesslich verwaltungsintern» zu erarbeiten und nicht mit Externen zu diskutieren. Sie wurden auf die Vernehmlassung verwiesen, in der sie technischen Ausführungsbestimmungen Stellung nehmen können.
Die Vorlage kam im März 2019 erstmals in den Nationalrat. Das Gesetz wurde am 27. September 2019 von der Bundesversammlung verabschiedet. E-ID-Lösungen sollen von verschiedenen Organisationen angeboten werden können. Es kann sich dabei um private Unternehmen oder staatliche Akteure (beispielsweise Kantone) handeln. Der Bund beschränkt sich auf die Überwachung dieser Anbieter und der eigentlichen Prüfung der Identität.

### Referendum, Volksabstimmung
Ein Komitee bestehend aus Vertretern der Digitalen Gesellschaft, Campax, WeCollect und Public Beta hat am 8. Oktober 2019 gegen das verabschiedete Bundesgesetz ein fakultatives Referendum ergriffen. Am 16. Januar 2020 hat das Referendumskomitee 65’190 Unterschriften eingereicht, davon waren 64'933 gültig. Die Volksabstimmung fand am Abstimmungswochenende vom 7. März 2021 statt.
Das Gesetz wurde am 7. März 2021 mit 64,4 % Nein-Stimmen abgelehnt, die Stände-Stimmen waren dafür nicht notwendig.

#### Gegner und ihre Kritikpunkte
Die Initianten schrieben auf ihrer Webseite (Oktober 2019): «Der Bundesrat und das Parlament wollen einen historischen Systemwechsel: Private Unternehmen sollen in Zukunft den digitalen Schweizer Pass (E-ID) ausstellen und sensible private Daten verwalten. An die Stelle des staatlichen Passbüros treten Grossbanken, Versicherungsgesellschaften und staatsnahe Konzerne.» und im Dezember 2020 in ihrer Medienmitteilung: «Das E-ID-Gesetz will erstmals einen amtlichen Ausweis kommerzialisieren und durch private Anbieter herausgeben lassen. An die Stelle der Passbüros würden Unternehmen wie Banken und Versicherungen treten und die sensiblen Daten der Bürgerinnen und Bürger verwalten. Die Herausgabe von Identitätsausweisen muss in staatlicher Verantwortung bleiben und gehört unter demokratische Kontrolle.»
Zu den weiteren Gegnern zählten auch die SP Schweiz, die Grünliberale Partei, die Grünen, die Piratenpartei, der VPOD, Syndicom sowie der Schweizerische Seniorenrat. Auch acht Kantone verwehrten dem Gesetz ihre Unterstützung.
- Staatsaufgaben – Zu den Kernkompetenzen (hoheitlichen Aufgaben) von Bund und Kantonen zählen nicht nur die Identifikation der Einwohner, sondern auch die Ausgabe einer sicheren E-ID als Teil eines guten E-Governments.[26][27]

- Vertrauen – Ausgabe einer E-ID als Teil einer staatlichen Lösung schafft besseres Vertrauen als die Ausgabe durch ein privates Konzernkonsortium (Aktiengesellschaft) mit kommerziellen Interessen.[28]

- Sicherheit – Zugang zu allen elektronischen Dienstleistungen über eine einzige Identifikation mittels Single Sign-on (Generalschlüssel) birgt Gefahren, insbesondere wenn um der Benutzereinfachheit willen beim Onlinehandel mit dem Sicherheitsniveau niedrig[29] keine höchsten Sicherheitsstandards eingehalten werden.[30]

- Nutzungsdaten – Es bestehen Zweifel ob Nutzungsdaten nicht übergreifend für kommerzielle Zwecke ausgewertet würden. Falls ein teilnehmendes privates Unternehmen mehrere Onlineplattformen betreibt, könnten unerwünschte Sammlungen von Nutzungsdaten zu Nutzerprofilen verarbeitet werden.[31] Der Datenschutz wurde als löchrig bezeichnet.[32]

- Freiwilligkeit – Falls das Konsortium aus SBB, Post, Swisscom, Banken, Versicherungen und Krankenkassen den Zuschlag erhalten würde, werden die meisten Leute mitmachen müssen, um die entsprechenden Dienstleistungen online nutzen zu können. In Zukunft würde dies wohl auch für das E-Government gelten (Einreichen Steuererklärung, Abstimmungen).[28] Seniorenverbände sind gegen das E-ID-Gesetz, weil sie zunehmend Einschränkungen bei der Verfügbarkeit von Dienstleistungen in traditioneller, persönlicher Form befürchten (Anzahl Zweigstellen, Schalteröffnungszeiten).[23][33]

- Haftung – Die SwissSign Group AG als privater Anbieter haftet nur nach Obligationenrecht. Ein geschädigter Nutzer müsste dieser mächtigen, intransparenten Organisation ein Fehlverhalten nachweisen. Kantone als Anbieter würden dagegen unter Staatshaftung stehen.[33]

#### Befürworter und ihre Argumente
Bundesrat und Parlament empfahlen ein Ja. Zu den Befürwortern zählten die Parteien SVP, FDP, CVP, BDP und EVP, wie auch zahlreiche Wirtschaftsverbände, darunter Economiesuisse und Swico.
Eine genauere Abgrenzung der Begriffe gelang dem Bundesrat und dem Parlament lange Zeit nicht. So sagte z. B. (erst) Anfang 2021 Karin Keller-Sutter in einem NZZ-Interview: «Die Abkürzung ID ist da vielleicht etwas irreführend. Die elektronische Identität ist ein Log-in, ein qualifiziertes Log-in. Es ergeben sich keine Ansprüche oder Rechte daraus, wie zum Beispiel mit einem Ausweis beim Reisen. Es geht einfach darum, jemanden im Internet sicher und zweifelsfrei zu identifizieren.» Und kurz darauf Edith Graf-Litscher, Nationalrätin und Co-Präsidentin der parlamentarischen Gruppe digitale Nachhaltigkeit: «Die E-ID ist keine neue Version unserer bisherigen Identitätskarte und kein digitaler Pass. Sobald Sie jedoch den Begriff «ID» verwenden, besteht eine Verwechslungsgefahr. Unsere Identitätskarte und unser Pass sind eindeutig staatliche Ausweise und gehören nicht in private Hände. Ich hätte mir einen anderen Namen, beispielsweise mit dem Begriff «Log-in», vorstellen können.»
Die Argumente der Befürworter waren:
- Flexibilität – Der Bund erhofft sich durch die Aufgabenteilung ein flexibleres Angebot, da die Lösungsanbieter schneller auf die technische Entwicklung und Bedürfnisse der Nutzer reagieren könnten.[36][37]

- Personendaten – Es werden vorerst nur der vollständige Name, das Geschlecht, das Geburtsdatum und eine Fotografie jeder teilnehmenden Person gespeichert. Diese Daten werden nach Gesetz in der Schweiz gespeichert.[33]

- Gebühren – Nach dem Vorschlag des Bundes würden voraussichtlich nur beim Sicherheitsniveau hoch vom Benutzer Gebühren verlangt werden.[29] Weil beim E-Banking voraussichtlich dieses Sicherheitsniveau hoch verlangt wird, müssten wohl im Gegensatz zu heute für diese Dienstleistung von den Nutzern Gebühren bezahlt werden.

- Verantwortung für Alternative – Bei einer Ablehnung des vorliegenden Gesetzes sieht sich der Bundesrat nicht verpflichtet, eine Alternative zu erarbeiten.[38]

- Umsetzung einer Alternative – Bei einer Lösung durch Bund und Kantone wird bezweifelt, dass in nützlicher Frist eine staatliche E-ID realisiert werden könnte.[39]

## Chronologie der Schritte in Richtung E-ID in der Schweiz
- 1. Mai 2005: Das Bundesgesetz vom 19. Dezember 2003 über Zertifizierungsdienste im Bereich der elektronischen Signatur (Bundesgesetz über die elektronische Signatur, ZertES) tritt in Kraft.[40]
- 5. Juli 2005: Die Schweizerische Post AG übernimmt die SwissSign AG.[41]
- 2010: Einführung der SuisseID. Das Projekt wird vom SECO angestossen und teilweise finanziert. Die SuisseID ermöglicht unter anderem rechtsgültige, qualifizierte Signaturen. Die SuisseID wird vertrieben durch die nach ZertES zertifizierte Trust Service Providers.
- 1. Januar 2017: Das Bundesgesetz vom 18. März 2016 über Zertifizierungsdienste im Bereich der elektronischen Signatur und anderer Anwendungen digitaler Zertifikate (Bundesgesetz über die elektronische Signatur) tritt in Kraft und löst Bundesgesetz vom 19. Dezember 2003 über Zertifizierungsdienste im Bereich der elektronischen Signatur (Bundesgesetz über die elektronische Signatur, ZertES) ab.[42]
- 15. April 2017: Das Bundesgesetz über das elektronische Patientendossier (EPDG) tritt in Kraft.[43]
- 8. Mai 2017: SwissSign AG wird ein Gemeinschaftsunternehmen der Schweizerischen Post AG und Schweizerischen Bundesbahnen SBB.
- 21. November 2017: Die Schweizerische Post AG, Schweizerische Bundesbahnen SBB, Swisscom (Schweiz) AG, Credit Suisse, Raiffeisen, UBS, Zürcher Kantonalbank und der Finanzdienstleister SIX sowie die Schweizerische Mobiliar unterzeichnen ein Memorandum of Understanding, das die Gründung eines gemeinsamen Unternehmens zur Schaffung und Umsetzung einer digitalen Identität für die Schweizer Bevölkerung zum Ziel hat. Die SwissID wird als neueste Generation der digitalen Identität in Ergänzung zur SuisseID lanciert.[44]
- 5. März 2018: Gründung der SwissSign Group AG mit folgendem Aktionariat: Schweizerische Bundesbahnen SBB, Die Schweizerische Post AG, Swisscom (Schweiz) AG, Banque Cantonale de Genève, Credit Suisse, Entris Banking, Luzerner Kantonalbank, Raiffeisen, Six Group, UBS, Zürcher Kantonalbank, Axa, Baloise, CSS, Helvetia, Mobiliar, SWICA, Swiss Life, Vaudoise und Zürich Versicherungen.[45]
- 9. Dezember 2019: Health Info Net AG wird als erster Identity Provider gemäss EPDG zertifiziert.[46]
- 7. März 2021: Via Referendum wird das erste E-ID-Gesetz verworfen.[47]
- 10. März 2021: Vertreterinnen und Vertretern aller sechs Fraktionen reichen sechs gleichlautende Motionen für eine "Vertrauenswürdige, staatliche E-ID" ein.[48][49][50][51][52][53] Dies ist der Auftakt für das zweite E-ID-Gesetz.
- 26. Mai 2021: Der Bundesrat beauftragt das Eidgenössische Justiz- und Polizeidepartement in Zusammenarbeit mit dem Eidgenössichen Finanzdepartement und der Bundeskanzlei sowie unter Einbezug der Wissenschaft und der Kantone bis Ende 2021 ein Grobkonzept einer neuen Lösung für den elektronischen Identitätsnachweis (E-ID) auszuarbeiten.[54]
- 2. September 2021: Die öffentliche Anhörung zum Diskussionspapier zum "Zielbild E-ID" wird eröffnet. Dazu tauscht sich Bundesrätin Karin Keller-Sutter gemeinsam mit Bundeskanzler Walter Thurnherr mit ausgewählten Vertreterinnen und Vertretern aus Wissenschaft, Wirtschaft, Zivilgesellschaft und Politik zur künftigen Schweizer E-ID-Lösung aus.[55][56]
- 8. Oktober 2021: Umfrage der Arbeitsgruppe "Identitätsmanagement und E-ID" der Schweizerische Informatikkonferenz SIK
- 1. Oktober 2021: Die Schweizerische Post AG übernimmt die SwissSign Group AG und damit auch die SwissSign AG.[57]
- 14. Oktober 2021: Die öffentliche Konsultation über die staatliche E-ID wird mit einer konferenziellen Diskussion abgeschlossen.[58][59]
- 15. Dezember 2021: Betrieb der SuisseID wird definitiv eingestellt.
- 17. Dezember 2021: Der Bundesrat trifft einen Richtungsentscheid zur E-ID und legt die Grundsätze für die Ausgestaltung eines künftigen staatlichen Identitätsnachweises fest.[60]
- 18. Januar 2022: Die Arbeiten für Pilotprojekte in der Bundesverwaltung werden aufgenommen.
- 3. Februar 2022: Das E-ID-Projektteam des Bundesamts für Justiz veranstaltet das erste Partizipationsmeeting.[61]
- 3. März 2022: Das E-ID-Projektteam des Bundesamts für Justiz lanciert auf GitHub eine Diskussionsplattform rund um die E-ID.[62]
- 29. Juni 2022: Der Bundesrat eröffnet die Vernehmlassung zum zweiten E-ID-Gesetz; sie dauert bis am 20. Oktober 2022.[2]
- 28. Oktober 2022: Publikation der Stellungnahmen zum Vernehmlassungsverfahren.[63]
- 2. Dezember 2022: Der Bundesrat wird über eine erste Analyse der Stellungnahmen aus der Vernehmlassung zum zweiten E ID-Gesetz informiert.[64]
- 22. November 2023: Botschaft des Bundesrates zum neuen Bundesgesetz über den elektronischen Identitätsnachweis und andere elektronische Nachweise (E ID-Gesetz, BGEID) verabschiedet.[7]

## Andere rechtliche Grundlagen für den elektronischen Geschäftsverkehr

### Elektronische Signaturen und Siegel
Elektronische Signaturen und Siegel werden im Bundesgesetz über die elektronische Signatur (ZertES) geregelt. Die erste Version dieses Gesetzes, das Bundesgesetz vom 19. Dezember 2003 über Zertifizierungsdienste im Bereich der elektronischen Signatur ist am 1. Mai 2005 in Kraft getreten. Es regelte insbesondere elektronische Signaturen von natürlichen Personen.
Nach einer Totalrevision ist das Bundesgesetz vom 18. März 2016 über Zertifizierungsdienste im Bereich der elektronischen Signatur und anderer Anwendungen digitaler Zertifikate (Bundesgesetz über die elektronische Signatur, ZertES) seit 1. Januar 2017 in Kraft. Neu werden neben Signaturen (für natürliche Personen) auch Siegel (für juristische Personen) eingeführt.
Folgende Organisationen sind zurzeit gemäss Art. 3 ZertES anerkannte Anbieterinnen von Zertifizierungsdiensten (Trust Service Providers):
- Swisscom (Schweiz) AG
- QuoVadis Trustlink Schweiz AG
- SwissSign AG, Tochterfirma der Schweizerischen Post
- Bundesamt für Informatik und Telekommunikation BIT

### Elektronische Übermittlung im Rahmen eines Verwaltungsverfahrens
Die Verordnung über die elektronische Übermittlung im Rahmen eines Verwaltungsverfahrens (VeÜ-VwV) regelt den Datenverkehr auf Bundesstufe. In Zukunft soll der elektronische Datenverkehr im Justizbereich mit dem Bundesgesetz über die Plattformen für die elektronische Kommunikation in der Justiz (BEKJ) geregelt werden. Damit möchte der Bund die Digitalisierung der Justiz in der Schweiz vorantreiben, in welchen die E-ID für den Zugriff auf die neu zu erstellende entsprechende Plattform vorgesehen ist. Sollte das E-ID-Gesetz nicht angenommen werden, muss der Bund eine andere, genügend sichere Lösung finden.

### Elektronisches Patientendossier
Das Bundesgesetz über das elektronische Patientendossier (EPDG) regelt das elektronische Patientendossier. Es ist per 15. April 2015 in Kraft getreten. Gemäss Art. 7 muss über eine elektronische Identität verfügen, wer Daten in einem elektronischen Patientendossier bearbeiten will. Der Bundesrat bestimmt die Anforderungen an die elektronische Identität und legt die Identifikationsmittel und das Verfahren für deren Ausgabe fest.
Gemäss Art. 11 EPDG müssen Herausgeber von Identifikationsmitteln zertifiziert sein. Zurzeit sind es Folgende:
- Health Info Net AG mit der HIN-ID (zertifiziert seit: 9. Dezember 2019)[75]
- Cloud Trust AG, Tochterfirma von ELCA Informatik AG, mit der TrustID (13. Dezember 2019)[76]
- SwissSign Group, Tochterfirma der Schweizerischen Post, mit der SwissID (7. April 2021)[77]
- Kanton Genf mit der GenèveID (1. August 2021)[78]
- Kanton Waadt mit der VaudID-santé (1. August 2021)[79]

## Andere kantonale elektronische Identitäten
Neben den oben erwähnten, auf Bundesebene gesetzlich geregelten elektronischen Identitäten stehen insbesondere folgende weitere Angebote zur Verfügung:

### Kanton Schaffhausen
Die Schaffhauser eID+, eine Anwendung der eID+ des Zürcher Unternehmens Procivis, ist eine eID-App auf Smartphone mit darin erfassten Daten, bestätigt vom Einwohneramt, und erlaubt Zugriff auf verschiedene eServices des Kantons, alternativ zu den üblichen Logins. Die Nutzungsdaten werden nicht zentral, sondern auf einem Smartphone gespeichert. Über die App können unter anderem amtliche Informationen bestellt werden (z. B. Betreibungsregisterauszug), die Nutzer können rechtskräftig Dokumente signieren, oder auch Formulare ausfüllen und einsenden. Die so bestellten Bescheinigungen können sicher und digital signiert auf dem Nutzer-Smartphone gespeichert werden.

### Stadt und Kanton Zug
eZug wird als kostenlose Online-Dienstleistung der Stadt Zug und des Kantons bereitgestellt. Eine eZug-App ist die digitale Identität (E-ID) für den Zugang zu ZUGLOGIN, einem Benutzerkonto des Kantons Zug.
Die eZug-App kann mit Kundennummer und Kennwort von ZUGLOGIN aktiviert werden. Ohne dieses kann man ein Benutzerkonto schriftlich beantragen oder am Schalter eröffnen.
Mit der eZug-App hat man vollen Zugriff auf alle kantonalen Online-Dienstleistungen die über ZUGLOGIN aufrufbar sind. Das neue Login-Verfahren für ZUGLOGIN sei bewusst einfach gehalten.
Direkt in der eZug-App stellen Zuger Gemeinden verschiedene digitale Dienstleistungen zur Verfügung.